# Spezialbau Potsdam
Der VEB Spezialbau Potsdam war ein Volkseigener Betrieb in der DDR mit Sitz in Potsdam-Rehbrücke. Der Betrieb war für Bauaufgaben für die Gruppe der Sowjetischen Streitkräfte in Deutschland (GSSD) zuständig. Dafür verfügte der Betrieb in den 1980er Jahren neben der Hauptdirektion in Rehbrücke über 17 Betriebsteile und mehr als 4000 Mitarbeiter.

## Geschichte
Nach der Besetzung des östlichen Teils Deutschlands durch die Sowjetarmee und der teilweisen Demobilisierung nach Kriegsende sank die Personalstärke der sowjetischen Truppen von anfangs etwa 1,5 Millionen auf etwa 350.000 Mann (Ende 1947). Anfangs waren diese Truppen teilweise sehr provisorisch untergebracht, zahlreiche zivile Gebäude waren dafür beschlagnahmt worden. Mit der Konsolidierung der Truppen und Stationierungsorte wuchs der Bedarf nach Neu- und Umbauten. Am 26. Juni 1946 erließ die SMAD die Befehle Nr. 185 („Finanzierung der Instandsetzung und Wiederherstellung von Wohnraum und Kommunalfonds und Wegebauten“) und Nr. 188 („Unterhaltung der Kasernen und Liegenschaften, die von der russischen Besatzungsmacht belegt sind“), mit denen die rechtliche Grundlage für Bau und Finanzierung der sowjetischen Militärbauten in Ostdeutschland geschaffen wurde. Auf Basis dieser Befehle bildeten die sowjetischen Besatzungsbehörden zahlreiche Erfassungskontore, Baukontore und Sonderbaubüros. Diese Organisationen waren überwiegend mit deutschen Fachkräften ausgestattet, die Leistung der Betriebe zählten zu den Reparationen, waren also durch die Sowjetische Besatzungszone zu erbringen.
1957 gründete man dann den VEB Spezialbau Potsdam, um diese unkoordinierten Aktivitäten zusammenzufassen. Der Spezialbau Potsdam wurde durch die Staatliche Plankommission mit Materialien und Arbeitskräften versorgt, die Finanzierung erfolgte durch das Finanzministerium. 1983 zählte der Betrieb 4380 Arbeiter und Angestellte. Neben Neubau und Instandsetzung von Militärobjekten der GSSD wurde der Betrieb von der Staats- und Parteiführung der DDR auch für den Bau von Privathäusern für die Nomenklatura eingesetzt, was nach 1989 zu Anklagen wegen Korruption und Amtsmissbrauch führte, u. a. gegen Karlheinz Martini, Staatssekretär im DDR-Bauministerium. Der Betrieb zählte zum sogenannten „X-Bereich“ der DDR-Wirtschaft, der zur Geheimhaltung nicht in die Wirtschaftsstatistik einbezogen wurde.
1992 verkaufte die Treuhandanstalt die Nachfolgegesellschaft Spezialbau GmbH (SB Potsdam) mit Sitz in Potsdam an die österreichische Maculan Holding. Der Umsatz der Spezialbau GmbH in 1992 wurde auf etwa 260 Millionen DM geschätzt. 1996 ging die Maculan Holding in die Insolvenz, wobei die SB Potsdam GmbH von der Insolvenz ausgenommen war. Die Gesellschaft existiert nicht mehr.

## Niederlassungen
Betriebsteile (Zweigbetriebe) des VEB Spezialbau Potsdam existierten unter anderem in:
- Bergholz-Rehbrücke: Arthur-Scheunert-Allee 2 (Hauptdirektion, Zentraler Entwurfsbetrieb, Zentrales Bereitstellungskontor)
- Berlin: Münzstraße 16 (Abteilung Sonderbauten, Schutzräume)
- Chemnitz:
- Dessau:
- Dresden: Königsbrücker Straße
- Eberswalde[9]
- Fürstenberg/Havel: Himmelpforter Weg
- Jüterbog: Altes Lager[9]
- Königsbrück:
- Leipzig:
- Magdeburg: Münchenhofstraße
- Naumburg/Saale: Oststraße 41
- Neustrelitz: Dr.-Wilhelm-Külz-Straße 267
- Ohrdruf: Hohenkirchner Straße
- Potsdam: Behlertstraße 31 (Verwaltung), Palais Lichtenau
- Potsdam: Berliner Straße 103/104 (Tischlerei)
- Schwerin: Wismarsche Straße
- Stendal: Langer Weg
- Weimar: Rießnerstraße 25
- Wünsdorf, Am Bahnhof 13 (15806 Zossen)

Häufig waren diese Niederlassungen an Orten angesiedelt, in denen die GSSD große Garnisonen unterhielt: Die Kleinstadt Ohrdruf war Sitz der 39. Garde-Mot.-Schützendivision, in Fürstenberg/Havel war die 2. Panzerarmee stationiert, in Stendal die 207. Mot.-Schützendivision.